# Diandra Tchatchouang
Njké Diandra Tchatchouang  (nacida el 14 de enero de 1991 en Villepinte, Francia) es una jugadora de baloncesto francesa. Con 1.86 metros de estatura, juega en la posición de ala-pívot.